# Chisso
Die Chisso Corporation (engl für チッソ株式会社 Chisso kabushiki-gaisha), seit 2012 umbenannt in JNC (Japan New Chisso), ist ein japanischer Chemiekonzern. Er ist heute ein bedeutender Hersteller von Flüssigkristallen für LCD-Bildschirme. Besonders bekannt wurde der Konzern durch seine Rolle bei der 36 Jahre anhaltenden Verschmutzung der Wasserversorgung der Stadt Minamata, was zu Tausenden Todesopfern und Erkrankungsfällen führte.
Zwischen 1932 und 1968 setzte eine Fabrik von Chisso in der Stadt Minamata, Präfektur Kumamoto auf Kyushu, Japan, große Mengen industrieller Abwässer frei, die mit hochgiftigem Methylquecksilber belastet waren. Dieses Gift reicherte sich in Meeresorganismen an, die eine Nahrungsgrundlage der örtlichen Bevölkerung darstellten. Folge dieser Kontamination war, dass 2.265 Bewohner der Region eine Erkrankung erlitten, die als Minamata-Krankheit bekannt wurde. Davon verstarben 1.784 an der Vergiftung und/oder der Erkrankung. Die Betroffenen entwickelten Deformitäten des Skelett- und Muskelsystems und erlitten den Verlust motorischer Funktionen wie der Gehfähigkeit. Bei vielen kamen Einschränkungen des Gesichtssinns, des Gehörs oder der Sprachfähigkeit hinzu. In schweren Fällen führte die Erkrankung innerhalb von Wochen nach Beginn der Symptome zu Psychosen, Lähmungen, Koma und schließlich zum Tod.
Ab März 2001 erhielten über 10.000 Personen von Chisso finanzielle Zuwendungen für durch die Freisetzung von Chemikalien entstandene Beeinträchtigungen. Bis zum Jahr 2004 hatte die Chisso Corporation umgerechnet 86 Millionen US-Dollar als Entschädigungen gezahlt. Im selben Jahr wurde das Unternehmen dazu verpflichtet, die Verunreinigungen zu beseitigen. Dennoch bleibt der Fall bis heute umkämpft, nicht nur wegen der Vergiftungen, sondern auch wegen der Vorgehensweisen, mit denen Chisso versuchte, die für das Unternehmen negativen Nachwirkungen zu unterdrücken.                                                                                                                                                    Chisso gehört zum Unternehmensverbund (Keiretsu) der Mizuho Financial Group.

## Geschichte

### Gründung
Im Jahr 1906 gründete Shitagau Noguchi, ein Elektrotechnik-Absolvent der Universität Tokio, die Sogi Electric Company (曾木電気株式会社, Sogi Denki Kabushiki Kaisha), die in Okuchi in der Präfektur Kagoshima ein Wasserkraftwerk betrieb, um die Goldminen in Okuchi mit Elektrizität zu versorgen. Zur Nutzung der überschüssigen Kapazität des Kraftwerks gründete Noguchi 1908 die Japan Carbide Company (日本カーバイド商会, Nihon Kaabaido Shōkai), die in dem etwa 30 km nordwestlich von Okuchi gelegenen Minamata, einer Küstenstadt in der Präfektur Kumamoto, eine Calciumcarbid-Fabrik erstellte. Im selben Jahr fusionierte er beide Unternehmen, woraus die Japan Nitrogenous Fertilizer Company (日本窒素肥料株式会社, Nihon Chisso Hiryō Kabushiki Kaisha), kurz meist als Nichitsu bezeichnet, entstand.

### Expansion
Im Jahr 1909 erwarb Noguchi die Rechte am Frank-Caro-Verfahren, bei dem atmosphärischer Stickstoff mit Calciumcarbid, einem Schlüsselprodukt des jungen Unternehmens, zu dem chemischen Dünger Calziumcyanamid bzw. Kalkstickstoff verbunden wird. Mineralische Stickstoffdünger waren zu dieser Zeit ein wesentlicher Faktor, um gerade in Japan, das über nur wenig kulturfähiges Ackerland verfügt und dessen landwirtschaftliche Betriebe meist klein sind, die landwirtschaftliche Produktivität zu verbessern. Die Gesellschaft fand also einen dankbaren Markt für dieses Produkt. Nichitsu erweiterte die Produktpalette nach und nach auf weitere Stoffe, deren Herstellung auf dem Grundstoff Calciumcarbid basiert, wie Essigsäure, Ammoniak, Butanol und Sprengstoffe.
Die Produktion von Ammoniumsulfat, einem weiteren chemischen Dünger, begann 1914 in einer Fabrik in Kagami, heute ein Stadtteil von Yatsushiro in der Präfektur Kumamoto, wofür erstmalig in Japan ein technisches Verfahren zur Stickstofffixierung verwendet wurde. Der Absatz von Ammoniumsulfat nahm von Jahr zu Jahr zu, ebenso wie die Marktpreise. Eine neue Produktionsstätte wurde 1918 in Minamata eröffnet. Dort konnte Ammoniumsulfat für 70 Yen pro Tonne produziert werden bei einem fünfeinhalb mal so hohen Verkaufspreis. Diese entsprechend bedeutenden Profite ermöglichten Nichitsu das wirtschaftliche Überleben des Preisverfalls, als nach dem Ende des Ersten Weltkriegs in Europa im September 1918 der japanische Markt wieder internationaler Konkurrenz ausgesetzt war.
Nach dem Krieg besuchte Noguchi Europa und entschied, bei Nichitsu ein alternatives Syntheseverfahren für Ammoniumsulfat einzuführen. 1924 begann die Nichitsu-Niederlassung in Nobeoka die Produktion nach dem Casale-Verfahren, für das extrem hohe Temperaturen und Drucke erforderlich sind. Nachdem sich das als erfolgreich erwiesen hatte, wurde auch die Fabrik in Minamata auf das Verfahren umgestellt und begann mit der Massenproduktion.
Nichitsu wuchs stetig, investierte Profite in neue Technologien, expandierte in neue Regionen und wurde so allmählich zu einem großen Konglomerat etlicher verschiedener Unternehmen.

### Nichitsu in Korea
Im Jahr 1924 expandierte Nichitsu nach Korea, damals eine Kolonie Japans.
1926 gründete Noguchi dort spiegelbildlich zur ursprünglichen Gründung der Muttergesellschaft zwei Unternehmenstöchter von Nichitsu, die Elektrizitätswerke Korea Hydroelectric Power Company (朝鮮水力電気株式会社, Chōsen Suiryoku Denki Kabushiki Kaisha) und den Düngemittelkonzern Korea Nitrogenous Fertilizer Company (朝鮮窒素肥料株式会社, Chōsen Chisso Hiryō Kabushiki Kaisha). Noguchi wollte seinen Erfolg von Okuchi und Minamata in Korea wiederholen, aber in einem noch größeren Rahmen.
Das Elektrizitätsunternehmen baute Wasserkraftwerke entlang der Nebenflüsse des Yalu-Flusses. 1927 errichtete die Düngemitteltochter einen riesigen Chemiekomplex in Hungnam. Strom für letzteren lieferten die Kraftwerke, genauso wie das Okuchi-Kraftwerk den Strom für die Minamata-Chemiefabrik geliefert hatte.
Da Nichitsu in Korea aggressiver investierte als jedes andere japanische Unternehmen, wuchs der Konzern mit seinen Tochterunternehmen dort sehr schnell und wurde bald als ein so genanntes Zaibatsu angesehen, was in Japan in etwa einen Marktführer in Familienbesitz bezeichnete.
Im Gegensatz zu anderen, bereits etablierten Zaibatsu wie z. B. Mitsubishi war Nichitsu nicht im Besitz einer eigenen Bank und eines eigenen Versicherungsunternehmens. Deshalb verließ sich der Konzern auf Banken, die der japanischen Regierung unterstanden.

### Auflösung und Reorganisation
Infolge der Niederlage Japans im Zweiten Weltkrieg brachen Nichitsu und sein Zaibatsu zusammen und mussten allen Besitz und alle Ansprüche in Korea aufgeben. Darüber hinaus erzwang die von den Vereinigten Staaten geführte Alliierte Besatzung Japans die Auflösung des Unternehmens wegen seiner Verflechtungen mit der militaristischen japanischen Regierung.
Erst 1950 wurde die New Japan Nitrogenous Fertilizer Company (新日本窒素肥料株式会社, Shin Nihon Chisso Hiryō Kabushiki Kaisha), gewöhnlich kurz bezeichnet als Shin Nichitsu, als Nachfolger der ursprünglichen Gesellschaft gegründet. Zu den Nachfolge-Unternehmen gehören auch Asahi Kasei und Sekisui Chemical.

### Die Minamata-Krankheit
→ Hauptartikel: Minamata-Krankheit
Nichitsu hatte 1932 in seiner Minamata-Niederlassung mit der Produktion von Acetaldehyd begonnen. Als Katalysatorwurde dabei eine Quecksilberverbindung genutzt. Nach dem Krieg setzte Shin Nichitsu als Nachfolgeunternehmen die Produktion fort. Die Fabrik verklappte Abwasser dieser Acetaldehyd-Herstellung in die Bucht von Minamata über den Hafen Hyakken. Das Abwasser enthielt viele Schadstoffe und giftige Substanzen, einschließlich hochgradig toxischen Methylquecksilbers.
Diese Chemikalie wurde von Algen und Fischen absorbiert und reicherte sich in der Nahrungskette an. Menschen, die sich über Jahre ahnungslos von solchem Fisch ernährten, erlitten eine schwere Quecksilbervergiftung. Hajime Hosokawa, ein Arzt eines Hospitals von Shin Nichitsu, berichtete am 1. Mai 1956 offiziell über eine „Epidemie einer unbekannten Erkrankung des Zentralen Nervensystems“. Dieser Bericht stellt die offizielle Entdeckung der Minamata-Krankheit dar.
1963 folgerten Ärzte der Universität Kumamoto, dass die Minamata-Krankheit von Quecksilber-Emissionen des Unternehmens Shin Nihon Chisso Hiryo verursacht werde. 1965 änderte das Unternehmen seinen Namen in Chisso Corporation (チッソ株式会社, Chisso Kabushiki Kaisha). Erst im Mai 1968 beendete Chisso schließlich die Verwendung von quecksilberhaltigen Katalysatoren in der Produktion von Acetaldehyd. Im Jahr 1969 verklagten erste Patienten Chisso auf Entschädigung. Viele weitere Gerichtsverfahren folgten, manche sind bis heute nicht abgeschlossen.
Der Präsident, später Vorstandsvorsitzende von Chisso, Yutaka Egashira (später Großvater mütterlicherseits von Kaiserin Masako), nutzte die Yakuza, um Patienten und ihre Unterstützer einzuschüchtern oder zum Schweigen zu bringen.[8]Patienten und Unterstützer riefen daraufhin ein „single shareholder movement“ ins Leben, indem jeder einzelne eine Aktie von Chisso erwarb, um dann auf der Aktionärsversammlung die Manager von Chisso anzuklagen. Bei der für den 28. November 1970 einberufenen Aktionärsversammlung versammelten sich tausend Mitglieder dieser Bewegung vor den Toren der Veranstaltungs-Halle in Osaka. Das Unternehmen verhinderte ihren Zutritt, indem sie die Halle von Yakuza-Mitgliedern als Aktionäre besetzen ließ und innerhalb von fünf Minuten die Versammlung beendete, indem alle eingereichten Anträge vom Vorstand genehmigt wurden.
Darüber hinaus ließ Chisso den amerikanischen Fotojournalisten W. Eugene Smith von Yakuza-Rowdys zusammenschlagen. Smith veröffentlichte einen viel beachteten Foto-Essay, in dem er die schlimmen Gesundheitsschäden und Missbildungen abbildete, die Chisso bei der Bevölkerung von Minamata verursacht hatte. Herzstück der Arbeit war das Foto mit dem Titel Tomoko and Mother in the Bath. Es zeigt ein Kind mit schweren, durch Quecksilbervergiftung hervorgerufenen Deformationen in den Armen seiner Mutter. Als Antwort auf den tätlichen Überfall auf den Fotografen durch Chisso wurde Smith 1974 die Robert Capa Gold Medal zuerkannt für die „beste veröffentlichte fotografische Berichterstattung aus dem Ausland und den dafür erforderlichen Mut und Unternehmungsgeist“.
Der „Historische Überblick“ auf der aktuellen Website des Unternehmens erwähnt die Rolle Chissos bei der Massenvergiftung von Minamata und ihren furchtbaren Folgen nicht. Lediglich ein separates Kapitel der Website, zu dem man über dieselbe Auswahlliste gelangt wie zu dem historischen Überblick, widmet sich dem Thema. Dieser Teil fehlt allerdings in der englischen Fassung der Website. Der Jahresbericht des Unternehmens für das Jahr 2004 weist eine ca. 50 Millionen US-Dollar (etwa 5,82 Milliarden Yen) entsprechende Summe aus für „Verbindlichkeiten zur Kompensation der Minamata-Krankheit“. Für die Jahre 2000 bis 2003 wurden insgesamt Entschädigungen in einer Höhe von über 170 Mio. US-Dollar angegeben. Der 2000er Jahresabschluss erwähnt, dass die Regierungen Japans und der Präfektur Kumamoto Verzicht leisteten auf enorme Verbindlichkeiten in Höhe von 560 Mio. US-Dollar. Im Jahresabschlussbericht für 2004 taucht für die Minamata-Krankheit der Terminus „Mad Hatter Disease“ (Hutmachersyndrom) auf, der sich von Quecksilbervergiftungs-Symptomen bei Hutmachern und anderen Berufen mit Exposition gegenüber Quecksilberverbindungen im 18. Jahrhundert herleitet.

### Tierversuche
Nach ersten Berichten über die Minamata-Krankheit ließ Chisso in den 1950er Jahren im Geheimen Tierversuche durchführen, bei denen dem Futter von Katzen Abwässer beigemischt wurden. Trotz der Entdeckungen von Hosokawa und ihrer Veröffentlichung im Jahr 1959 hielt das Unternehmen die Ergebnisse dieser Experimente unter Verschluss und setzte die Verklappung der Abwässer fort. Der Schuppen, in dem die Tierversuche durchgeführt wurden, wurde 1974 vom Supporting Center for Minamata Disease (Soshisha) erworben und im 1988 von Soshisha in Minamata gegründeten Minamata Disease Museum gezeigt.